# Viggo Wiehe
Viggo Hjalmar Wiehe (né le 23 décembre 1874 à Copenhague et mort le 30 novembre 1956  dans la même ville) est un acteur danois.

## Biographie
Fils d'un acteur et d'un chanteur lyrique, Viggo Wiehe fit en 1897 ses débuts au théâtre sous le patronage de Karl Mantzius et Olaf Poulsen et, plus tard, étudia au Théâtre royal danois. En 1899, il fit sa première apparition au Folketeatret dans une pièce d'Herman Bang. Il fit ses débuts à l'écran en 1912 et tourna environ 25 films muets et fit facilement la transition vers le parlant.

## Filmographie partielle
- 1921 : Pages arrachées au livre de Satan
- 1922 : Il était une fois

## Source de la traduction
- (en) Cet article est partiellement ou en totalité issu de l’article de Wikipédia en anglais intitulé « Viggo Wiehe » (voir la liste des auteurs).